# Condeixa-a-Nova (freguesia)
A Freguesia de Condeixa-a-Nova foi uma freguesia portuguesa do Município de Condeixa-a-Nova que tinha 3,47 km² de área e 5 136 habitantes (2011), e, por isso, uma densidade populacional de 1 480,1 hab/km².
Foi extinta em 2013, no âmbito de uma reforma administrativa nacional, tendo sido agregada à Freguesia de Condeixa-a-Velha, para formar uma nova freguesia denominada União das Freguesias de Condeixa-a-Velha e Condeixa-a-Nova da qual é a sede.

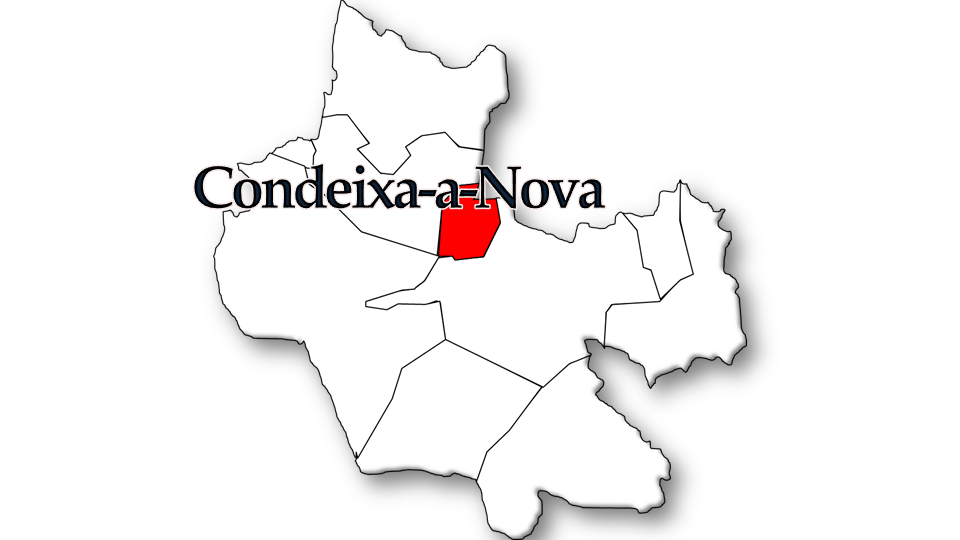
Localização no Município de Condeixa-a-Nova

## População

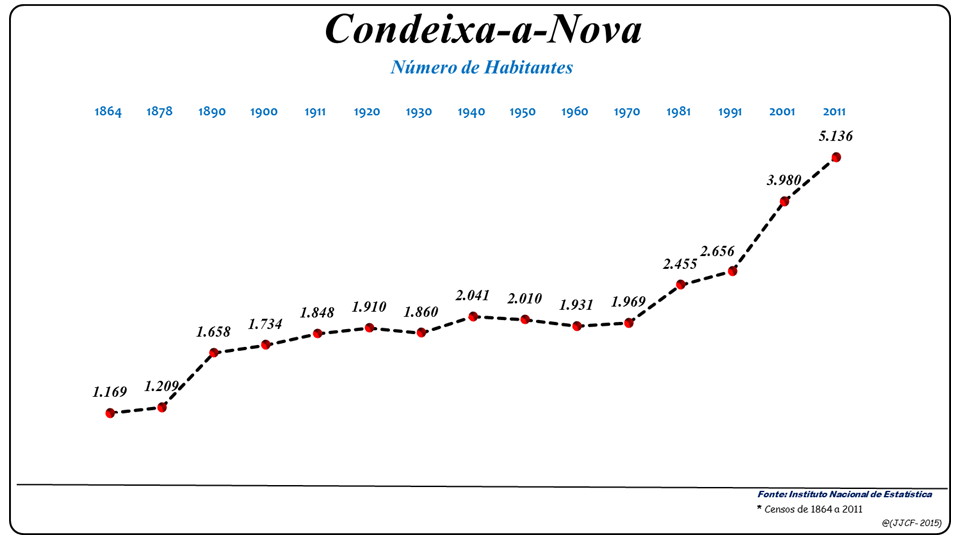
Evolução da População (1864 / 2011)

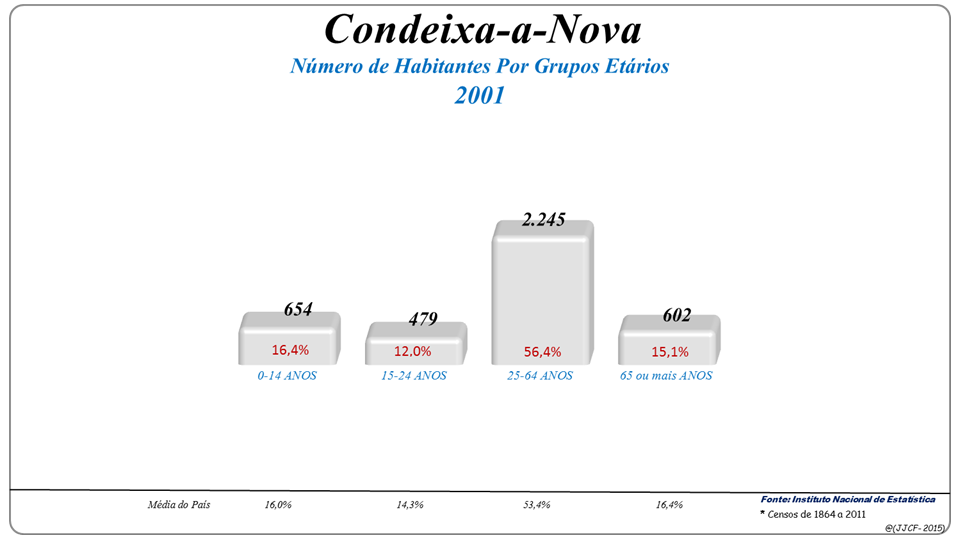
Grupos Etários (2001 e 2011)

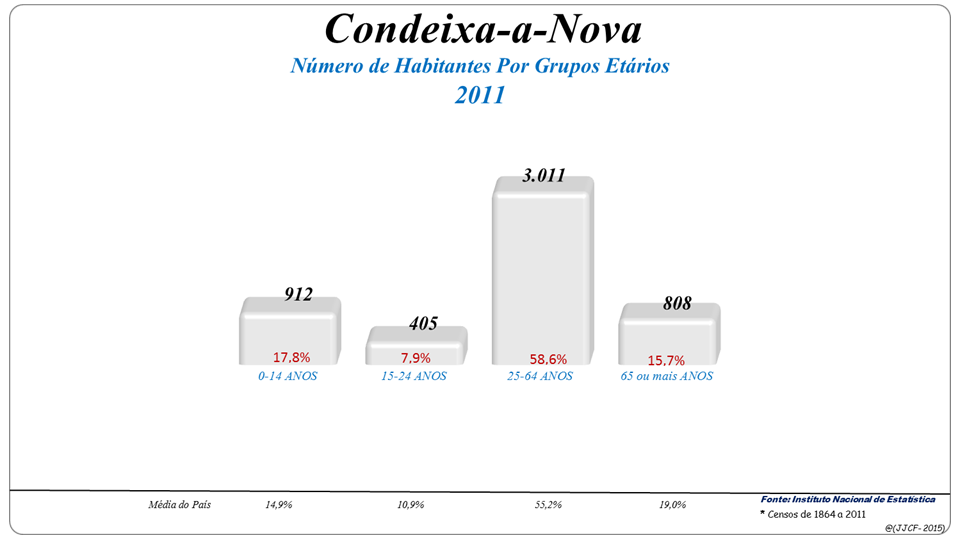
Grupos Etários (2001 e 2011)

| População da freguesia de Condeixa-a-Nova | População da freguesia de Condeixa-a-Nova | População da freguesia de Condeixa-a-Nova | População da freguesia de Condeixa-a-Nova | População da freguesia de Condeixa-a-Nova | População da freguesia de Condeixa-a-Nova | População da freguesia de Condeixa-a-Nova | População da freguesia de Condeixa-a-Nova | População da freguesia de Condeixa-a-Nova | População da freguesia de Condeixa-a-Nova | População da freguesia de Condeixa-a-Nova | População da freguesia de Condeixa-a-Nova | População da freguesia de Condeixa-a-Nova | População da freguesia de Condeixa-a-Nova | População da freguesia de Condeixa-a-Nova |
| ----------------------------------------- | ----------------------------------------- | ----------------------------------------- | ----------------------------------------- | ----------------------------------------- | ----------------------------------------- | ----------------------------------------- | ----------------------------------------- | ----------------------------------------- | ----------------------------------------- | ----------------------------------------- | ----------------------------------------- | ----------------------------------------- | ----------------------------------------- | ----------------------------------------- |
| 1864                                      | 1878                                      | 1890                                      | 1900                                      | 1911                                      | 1920                                      | 1930                                      | 1940                                      | 1950                                      | 1960                                      | 1970                                      | 1981                                      | 1991                                      | 2001                                      | 2011                                      |
| 1 169                                     | 1 209                                     | 1 658                                     | 1 734                                     | 1 848                                     | 1 910                                     | 1 860                                     | 2 041                                     | 2 010                                     | 1 931                                     | 1 969                                     | 2 455                                     | 2 656                                     | 3 980                                     | 5 136                                     |

## Património
- Casa de São Tomé
- Palácio dos Figueiredos
- Palácio dos Lemos ou Palácio Ramalho Lemos ou Palácio Sotto Maior
- Capela de Nossa Senhora da Lapa (Condeixa-a-Nova) ou Capela da Lapinha
- Casa das Colunas